# ガルーダの戦士ビマX
『ガルーダの戦士ビマX』 (Satria Garuda BIMA-X) は、インドネシアのMNCメディア (Media Nusantara Citra) と、仮面ライダーシリーズを制作した日本の石森プロとの提携により製作された特撮テレビドラマ。『ガルーダの戦士ビマ』の続編である。なお、邦題は『ガルーダの戦士ビマX』といわれることがある。

## 制作
発案者でエグゼクティブ・プロデューサーであるレイノ・バラク(Reino Barack)が2014年6月25日に開かれた記者会見で第1シリーズの成功を受けて第1シリーズの2倍の50エピソードで構成される『ガルーダの戦士ビマX』が2014年9月14日から毎週日曜日に放送されると発表した。当シリーズの物語は第1シーズンから直接つながる続編で、新しいキャラクターが加わる。本放送が始まる前の9月7日にスペシャル・プレミアとして60分番組の『ガルーダの戦士ビマX：新たな始まり』が放送され、翌週からの放送は30分番組になると発表された。実際には9月7日に60分の特別編が放送され、翌週の第1話から30分の放送になっている。
第1シリーズと同様に、伊藤忠商事が商品のライセンス事業を行い、玩具についてはバンダイと提携する。
なお、番組の制作は2014年1月から始まっている。
日本では特撮雑誌を手掛けるアオ・パブリッシングのプロデュースにより2015年3月、第10回大阪アジアン映画祭にて初上映された。

## 物語
フドー王国の支配者ラスプーティンの地球征服計画は、ビマとアザゼルという2人のガルーダの戦士が力を合わせたことで阻止された。しかし、フドーにはブラック・ロードと呼ばれる新しい支配者が出現した。ビマことレイ・ブラマサクティは、アザゼルこと弟のレザとともにフドーの邪悪な軍団から地球と人類を守るために戦う。

## 登場人物

### ビマとその仲間たち
レイ・ブラマサクティ (Ray Bramasakti)
演：クリスティアン・ロホ / Christian Loho
- スーパーヒーローのガルーダの戦士ビマに変身する主人公

オートショップ〔サトリア・モータース / Satria Motors〕で働く優しく物静かで謙虚にして高潔な青年で、里親兄妹のランディとレナと共に暮らす。パラレル・ワールドからもたらされたレッド・パワー・ストーンを持っており、このストーンで機敏で目敏く力強いガルーダの能力を有するガルーダの戦士ビマへの変身能力を持つ。第1話でプロテウスに腹部を貫かれ死亡してしまうが、天国での試練を乗り越え復活。ビマXとして覚醒する。その後もマグナの一撃が致命傷となり再び死亡してしまうが、パープル・パワー・ストーンの力を手に入れると同時に復活する。最終決戦終了後は異世界に旅立ち、レナに別れを告げた。
レザ・ブラマサクティ (Reza Bramasakti)
演：アディティア・アルカティリ / Adhitya Alkatiri
- アザセルに変身するレイの弟

子供の頃フドーに誘拐され21年間兄と別れて生きた。パラレル・ワールドではミカイル (Mikhail)という名前で育ったが、人間としてのアイデンティティが強くフドーの野望から地球を救うことができる人間を見つけるため地球に逃げた。ラスプーティンに洗脳されブラック・パワー・ストーンを与えられてアザゼルに変身した。ラスプーティンの敗北後、レイたちと一緒に暮らすようになり、地球と人類を守るもう1人のガルーダの戦士となる。しかし、ブラックロードどの最終決戦で光を失った目になった後、ブラックロードにエネルギーを注入され死亡する。
ランディ・イスカンダル (Randy Iskandar)
演：ライハン・フェブリアン / Rayhan Febrian
- レナの実兄でレイの継兄にあたる〔サトリア・モータース〕のオーナー

レナとレイには父親のように思われる気質を持ち、学生時代からの親友であるレイのビマとしての戦いについても知っている。幼少時に行方不明となった両親から莫大な財産を受け継いでいる。第40話でレナとともに両親と再会する。
レナ・イスカンダル (Rena Iskandar)
演：ステラ・コルネリア / Stella Cornelia (JKT48)
- ランディの実妹でレイの継妹にあたる学生

機転が利き料理をするのが好き。レイとランディに多大な敬意を払っているが、実はレイに対しては別の感情がある。ビマにフドーの攻撃から幾度も助けられてレイのビマとしての責務を知る。武術はうまくないが、愛する家族を守るため勇敢にもフドーとの戦いに加わる。
イワンおじさん (Paman Iwan Iskandar)
演：アビオ・アビエ / Abio Abie
- ランディとレナの父親の親戚

2人の両親が行方不明になった後、2人とレイの面倒を見てきた。
ディマス・アクサラ (Dimas Akhsara)
演：フェルナンド・スリア / Fernando Surya
- ハリマオの戦士トルガに変身する男性。リカからはマスター(Master)と呼ばれている。子供好きで、変身した状態で堂々とサトリア・モータース本店に侵入するなどコミカルな一面もある。

リカ　(Ricca)
演：タリア / Thalia (JKT48)
- アクサラ家のアシスタントとして働く神秘的な女性

広範な知識と洞察力をもっている。

### フドー
ブラック・ロード (Black Lord)
- 地球を支配したいと願う神秘的で強大な力を持つフドー王国の支配者

以前はブラック・プリースト(Black Priest)と名乗っていたが、ラスプーティンの失脚後フドーの新しい支配者となりブラック・ロードと名乗る。
トペン・ベシ (Topeng Besi)
- フドー軍元最高司令官→フドー軍最高司令官

全身を覆う鋼鉄の装甲にデストロイヤー・クローの武装を持つ。英語版ではアイアン・マスク(Iron Mask)の別名が与えられている。ラスプーティンにフドー軍最高司令官として仕えていたが、ビマとの決戦に敗れ、後にブラック・プリーストに新しい命を与えられた。負傷したラスプーティンの命を奪い、ブラック・プリーストをフドーの新しい支配者だと宣言した。以前はラスプーティンが持っていた邪悪な力を持っている。1度はドラコナーに殺害されて死んだと思われていたが、実は生きていてブラック・ロードの指揮から外れて独自の行動をとる。しかし、第34話からイーヴィル・トルガに変身するようになり、フドー軍最高司令官に復職してブラック・ロードの指揮下に戻る。

#### デス・ファントム
デス・ファントム(Death Phantoms)トリオはブラック・ロードの従者。地球で人間に化けてブラック・ロードのために任務を果たす。また、グレート・モンスターという戦闘能力の高い形態にチェンジできる。
レクソール (Rexor)
デス・ファントムのリーダー。資源探索保護大臣レザ・アラムシャー(Reza Alamsyah)に化けている。
レディー・モッサ (Lady Mossa)
ティナ(Tina)という愛称で知られている女性の宝石商アメスティーナ・スラフィーネ(Amestina Seraphine)に化けている。ビジネスを装って天然資源に関する情報にアクセスすることができる。
ドラコナー (Draconer)
ニュースネットワークと地球の最新情報に手を伸ばすため若いジャーナリストのクリス・ルスラン(Chris Ruslan)に化けている。

## サトリア（戦士）

### パワー・ストーン
戦士たちが変身に使用する様々な力の宿った石、今期ではその形状がメダル型アイテムになり、よりアイテムとしての重要性も増している。フドーの怪人に反応し、使用者に伝えるなど前作同様の機能もあれば。緊急時には戦線から瞬間移動して離脱したり、パワー・ストーン同士での念話なども可能となった。また、互いに他のチェンジャーと互換性があり、ビマXがアザゼルのストーンを使ったこともある。

### ガルーダの戦士

#### ビマX
ビマX(BIMA-X)はビマことレイがビマXチェンジャーと新しいパワー・ストーンの力でパワーアップした戦士。名乗り台詞は「ガルーダの戦士！ビマX！」。パワー・ストーンを用いて自分の形態を変更することができる。基本、フレイム以外のモードに直接変身することは少ないが、不可能ではなく、実際に直接変身したことも幾度かある。
モードチェンジ
フレイムモード
ビマXの基本形態。進化したビマXチェンジャーを使ってレッド・パワー・ストーンを用い変身した姿。属性は火。イメージカラーは赤。「ガルーダクラッシャー」などの前作の技も引き継ぎつつ、前作よりもパワーアップしている。総合的にバランスが取れていて、最も変身時にレイが多用したモード。変身音声はロック調。
ストームモード
第4話から登場。属性は風。イメージカラーは青。アゼロットから排出したブルー・パワー・ストーンで変身した姿。スピードに優れ、足に風を纏わせ浮遊することが出来、ヘリオスがなくとも空中戦を可能にした。変身音はシンセサイザー調。
アースモード
第14話から登場。属性は土。イメージカラーは緑（黄緑）。レナの友人アティから授かった、グリーン・パワー・ストーンで変身した姿。ストームモードとは対照的にパワーと防御に優れている。同時に重量も上がっているようで、敏捷性には欠けるもの、それを補うだけの強度を誇る。変身音声はコーラス調。
マグネティックモード
第25話から登場。属性は磁力（もしくは電磁波など機械に準じる力）。イメージカラーは紫。マグナの一撃で致命傷を負ったレイが復活と共にパープル・パワー・ストーンで変身した姿。全モード中使用頻度はかなり少なかったが、他にはないとてもユニークな能力を有する。変身音声はテクノポップ調。
アルティメイトダークモード
最終回に登場。ブラックロードとの最終決戦にて決着がついたと安堵したレイたちの目の前で死亡したレザの形見であるブラック・パワー・ストーンで変身した姿。属性は闇。イメージカラーは黒。他のモードと違い今までシルバーだった胸部も黒く変化し、背中にはマントを羽織るという豪華な姿をしている。変身後のポーズはアザゼルと同じ右手だけを横に広げたポーズを取る。黒い6枚の翼を生成してヘリオスを用いず飛行することが出来る。ヘリオス、タラニス、アトラスが合体した武器でブラックロードに引道を渡した。
装備
ビマXチェンジャー
レイがビマXに変身するためのガントレッド型のアイテム。造形は以前の物より大きく変化し、ガルーダの顔を模している。パワー・ストーンの脱着が可能となり、装填後「変身！」の掛け声と共にビマXへと変身する。
パワー・ストーン
レッド、ブルー、グリーン、パープルの4種類。それぞれ異なる力を宿したパワー・ストーンで、変身時とモードチェンジ時に使用する。各形態に変身する際、ビマXチェンジャーの装填の仕方が違う。
最終回にはブラック・パワー・ストーンも使用したが、その後は手元から離れている。
ヘリオス
ビマXが使用する鳥型アイテム。変形することで武器に変化する。ただの武器ではなく意思を持った一個体でもあり、自立行動と意思疎通も可能。前作よりもパワーアップしており、ビマXのモードチェンジに応じて色や形状が大きく変化し、従来よりも各形態の戦闘方法に特化した武器に変身する。
ソードモード
フレイムモードが使用する剣型のヘリオス。前作よりも幅広で片刃の剣に見えるが、実は両刃の剣であり、通常戦闘時と必殺技使用時には刃を切り替えている。
アローモード
ストームモードが使用する弓型のヘリオス。前作の外見とは大幅に異なり、より弓の形に近くなり、矢の連射が可能になり、以前同様に近接武器としても使用していた。
アックスモード
アースモードが使用する斧型のヘリオス。強度と重量がかなり上がり、その重量のためかアースモードになったビマXでしか持つことが叶わないほど。初登場の第14話でもドラコナーが持とうとしたがびくともしなかった。
レールガンモード
マグネティックモードが使用する銃型のヘリオス。二股に分かれた銃口は、レーザーを発射することも出来れば、磁力を操り任意の対象を引き寄せたり射出することも出来る。
必殺技
フレイムモード時
ガルーダクラッシャー
フレイムモードの前作から引き継いだ必殺の蹴り技。威力は以前よりも上がっている。格闘戦よりも剣で戦うことが増えたためか、使用頻度は低い。
ガルーダフレイミングスラッシュ
ヘリオスソードのグリップエンドを押し、ガルーダのエネルギー体で相手を切りつけ焼き尽くす。使用率はこちらの方が高い。ちなみに、放つ瞬間は刃をひっくり返している。
ガルーダシールド
ガルーダのエネルギー体でシールドを形成する。第4話で使用し、ブルー・パワー・ストーンの力を手に入れたアゼロットの竜巻を防せごうとしたことで疑似的なファイヤートルネードを形成し、間一髪撤退に成功している。
ストームモード時
ストームクラッシャー
風の力を手の平に溜めて放つ基本技。
ガルーダハリケーン
腕の青い部分から小さな突風を放つ。
ガルーダハリケーンブラスター
前作のヘリオスブラスターに相当する遠距離必殺技。威力が上がり矢の色も青く、連射が可能となった。
ガルーダトルネードクラッシャー
足に風を纏わせ渾身のスピンキックを繰り出す。第4話にて巨大アゼロットを粉砕した。第32話のカラックス戦では上空からの変則キックで衝撃波を飛ばすパターンを披露したが、彼には身軽な動きでかわされてしまった。
アースモード時
ガルーダグランドブレイカー
ヘリオスアックスを数回振って地面に叩きつけたのち、潰滅的な地震と衝撃波を発生させて敵にぶつける技。
直接敵に叩きつける事もある。
マグネティックモード時
マグネティックウェイブ
基本技であるとともに必殺技。磁力によって対象を引き寄せたり、逆に弾き飛ばすことも可能。初戦闘は鋼鉄の鎧に身を包んだマグナに対し有効打を繰り出した。鉄だけでなく、任意の対象を一か所に集めてコントロール出来る。第44話にて磁力の網を作りエレベーターに閉じ込められたレナと一緒に居合わせた少女を救出する、他の技とはかなり印象が異なるユニークな能力を発する。
アルティメイトダークモード時
サトリアゴールデンソード
アークによって集められた人間の希望を矢にしてランディが弓で放ち、それに集ったヘリオス、タラニス、アトラスの3体が合体した合体武器から繰り出される技。
巨大にして強大な威力の光の剣で斬る。光の長さは大気圏を越えるほどまで伸びていた。
複合技
フレイムトルネード
フレイムモードで炎を形成した後にストームモードの突風でファイヤートルネードを形成し、軍団を蹴散らす。
ガルーダハイパートマホーク
ビマX、アザゼル、トルガのパワー・ストーンの共鳴によって生み出された力を利用し巨大化したアックスモードのヘリオスを敵目掛けて投げつける技。巨大化した刀身にアザゼルが乗って斬るとコンビネーション技を見せた。

#### アザゼル
アザゼル(Azazel)はブラック・パワー・ストーンの力を持つガルーダの戦士。属性は闇。イメージカラーは黒。レザがアザゼルチェンジャーとパワー・ストーンで変身した姿。ダークモードという形態で戦う。名乗り台詞は「ガルーダの戦士！アザゼル！」。前作から基本的に変わっていないが、変身者であるレザの弛まぬ努力と研鑽に基づき、技のバリエーションが増え、連続技で攻める戦闘スタイルに変わっている。ビマXやトルガのようなモードチェンジは出来ないが、双方に劣らない戦闘力を持っている。唯一劇中後半より変身後のルーティンが変わった戦士だった。
アザゼルチェンジャー
ミカイルことレザがラスプーティンからブラック・パワー・ストーンを無理矢理移植されたと共に入手した、ガントレット型の変身アイテム。外見は前作のビマチェンジャーの色違い。パワー・ストーンはチェンジャーと一体化しているため、モードチェンジは出来ない。
タラニス
アザゼル専用ツール。性能はヘリオスと同等。アザゼルの意思に応じて「タラニスソード」に変形する。前作同様で形態も変わらないが、終盤ナーガの戦士コウから力を授かったことにより、スーパーゴッドタラニスとなって騎乗することが可能になる。
必殺技
ガルーダクラッシャー
技の発動方法はビマやビマXと同じ。威力はビマと同等。
タラニスブレイカー
ソードモードになったタラニスを敵に投げつける技。前作同様中距離戦闘と多対一の戦術的勝利に導いて来た。使用頻度が非常に高い技で、変身前の生身でも発動可能。
タラニスブラックサンダー
タラニスソードから斬撃エネルギーをとばす。威力はフレイミングスラッシュより低い。
ナーガブラックサンダー
第41話にてナーガの戦士コウより力を授かり、強化されたブラックサンダー。
タラニスブラスター
前作同様でタラニスのアローモードから放たれる遠距離必殺技。前作ほど使用頻度は高くない。これにはレザ自身、単身でパワーストーンの捜索中厳しい修行の末習得した必殺技のレパートリーが増えたことに理由がある。しかし技自体は従来より強化しており、熟練度が上がっているため、第46話のザクロス戦では3本の光の矢を放って攻撃していた。
ダークシュート
掌から放つ黒い光弾。
タラニスハイパーダークシュート
ダークシュートの強化版、修行の末編み出した技の一つ。タラニスを頭上に投げた後に力を貯め、敵目掛けて黒い稲妻を落とす。タラニスブレイカーとの混成接続技としても使うこともあった。習得した経緯は不明。
ダークメテオ
タラニスに地中の石を集中させ巨大な岩に塊にし、タラニスにつかませて敵に目掛けてぶつける。ハイパーダークシュートのように溜めも必要ないこともあり、中盤では良く使っていた。同じく習得した経緯は不明。
ガルーダクレセントクラッシャー
ガルーダクラッシャーの強化版。繰り出す方法はガルーダクラッシャーと同じだが、数回の瞬間移動を重ね速度と力を溜めた後に蹴り技を叩き込む。威力はかなり強くなり、強敵を数々屠ってきた。習得した経緯は不明。

#### ビマ・レジェンド
ビマ・レジェンド(Bima Legend)は、前作にも登場したかつてガルーダの戦士だった者と自称している。属性は不明。イメージカラーは黒と赤。レイ達とは別世界のガルーダの戦士ノワールが変身した姿。変身の際は独自のルーティンを行う。見た目は前作のビマと似ているが、全体的に黒の比率が多い。現在はガルーダスピリットの使者に近く、後継の戦士たちを導き鍛えたり、道を踏み外した戦士に制裁を下す立場でもあるようで、先代のトルガだったトペンに深傷を負わせて再起不能にした。前述にもあるように戦闘能力は非常に高く、未熟だったこともあるが、進化する前のビマだったレイを圧倒し、シャドークライシス最強と言われるフェリフェルですら対峙した瞬間に格上と認識し、戦わずして撤退させるほどの実力者。少なくとも進化したビマXと同等もしくはそれを上回る力を持っており、瞬間転移等の特殊能力も使える。基本戦闘は待ちの姿勢からのカウンター攻撃、相手の動きの先を見出し先手を取るスタイル。しかしそれも復讐心によって強大な力を得たイーヴィルトルガには通用しなかった。第38話にて拮抗していたが、徐々に押し返されて満身創痍となり、最期には若い戦士に肌身離さず身につけていた鈴と希望を託して散った。
必殺技
ヘリオスレジェンドブラスター
ビマのヘリオスブラスターと同様の技。弓形態のヘリオスから3本の矢を放つ。第38話のイーヴィルトルガとの戦闘で使用したが、彼のサトリアエクスプロージョンに軽々と弾かれてしまった。

### ハリマオの戦士

#### トルガ
トルガ(Torga)はディマスがトルガチェンジャーとパワー・ストーンの力で変身するハリマオの戦士。第21話で初登場。名乗り台詞は「ハリマオの戦士！トルガ！」。手からは爪のエネルギー「トルガクロー」を生成できる。虎の如く猛々しさと瞬発力を兼ね備えた戦士で、アクロバティックながらも力強い戦い方をする戦士。彼も第27話からビマX同様モードチェンジ機能を有するようになった。しかしモードチェンジしてもビマXのように各形態特化型ではなく、純粋な属性のみの変化による形態変身であり、基本戦闘方法はさほど変わらない。また、ビマX同様派生形態からの直接変身も不可能ではないらしく、第45話にてアイスモード直接変身している。
モードチェンジ
サンダーモード
トルガの基本形態。属性は雷。イメージカラーは黄色。オレンジ・パワー・ストーンで変身した姿。変身音はフレイムモードとはメロディの違うロック調。
アイスモード
第27話から登場。ホワイト・パワー・ストーンで変身した姿。属性は氷。イメージカラーは白。アイスクローと呼ばれる大きな爪を両手に出現させて切りつけるなどの戦闘方法も編み出している。
装備
トルガチェンジャー
トルガの変身アイテム。虎の顔を模している。顔の下顎を下げ、パワー・ストーンを挿填して閉じることでトルガに変身する。なお、変身完了後は腰にマウントされる。
パワー・ストーン
オレンジ、ホワイトの2つを所持している。
アトラス
トルガ専用ツール。トルガの意思に応じて足が折り畳まれ、「アトラスキャノン」に変形する。サンダーモードだとメインカラーは黄色、筋の色は濃いオレンジだが、アイスモード時は前者が白、後者が黒に変化する。
ヘリオスとタラニス同様に自立行動と意思疎通が可能な一つの個体である。
名前の由来はギリシャ神話の巨人の神アトラス。
必殺技
サンダーモード時
ハリマオライトニングストライク
トルガの両拳に雷を纏わせ、相手に対し手をクロスさせて切りつける。最も多く使われた。
ハリマオローリングサンダー
サンダーモードで発動。アトラスキャノンから雷属性の光弾を発射する。
アイスモード時
アイスクロー
両手に巨大な爪を装備して敵に切りつける、アイスモードだけの技。

#### イーヴィル・トルガ
イーヴィル・トルガ(Evil Torga)はトペンがイーヴィルトルガチェンジャーと合成パワー・ストーンの力で変身した悪のハリマオの戦士。第34話で初登場。戦闘力は非常に高く、初対面では2対1にも限らずビマXとトルガを圧倒するほど。後の第38話では彼を討伐に来たビマレジェンドを返り討ちにして、救援に来たビマXとトルガも屠る。その際にアースモードにしか持てないはずのヘリオスアックスを奪い取り、難なく持って斬り伏せるほどの腕力を有する。
装備
イーヴィルトルガチェンジャー
トペンが合成パワー・ストーンと共に使用しイーヴィルトルガへと変身するアイテム。元々はトルガチェンジャーと同じだったが、トペンの強い憎悪と怒りに反応し性質が変化した合成パワー・ストーンによって同じく変化し、金色から銀色へと変わった。
合成パワー・ストーン
トペンが変身する為に使用するパワー・ストーン。もともとは、以前死んだモンスターを復活させるために使用されていたが、性質が変化し、アンチサトリアパワーの源となる。
タイタン
イーヴィルトルガの武器。トルガのアトラスとは違って色は黒い。こちらも変形することで「タイタンキャノン」になる。
必殺技
タイタンバースト
タイタンから赤黒い光弾を放つ。
サトリアエクスプロージョン
手からエネルギーを腰にマウントされたイーヴィルトルガチェンジャーにスパークさせ、そこから強力な赤黒い光弾を放つ。

### ナーガの戦士
コウ(Kou)はナーガの戦士。龍の姿に変身して戦う。第40話と第41話に登場。演：倉田てつを。

## 音楽

### オープニングテーマ
"スプルティ・ビンタン / Seperti Bintang" （"星の如く"）（特別編/ 第0話）
作詞・作曲・編曲：オンチ(Onci)／歌：ウング(Ungu)
前作のOP。
"クンバリ・ブルタハン / Kembali Bertahan" （"もう1度立ち上がる"）（第1話 - 第50話 ）
作詞・作曲・編曲：オンチ／歌：ウング
今作のOP。

### エンディングテーマ
"Let Tomorrow Be"
作詞・作曲・編曲・歌：flumpool

## 放送日程
| 放送日        | 話数   | サブタイトル                                        | 登場怪人 | 脚本              | 監督                         |
| ------------- | ------ | --------------------------------------------------- | --- | ----------------- | ---------------------------- |
| 2014年 9月7日 | 特別編 | The Beginning (新たなる始り)                        | コモドオオトカゲ怪人プロテウス(Proteus)                                                                               | 香村純子          | おかひでき Alam Putra K.W    |
| 9月14日       | 1      | ガルーダの戦士達の帰還                              | カニ怪人バキューラ(Bachyura)                                                                                          | 香村純子          | 石井てるよし Arnandha Wyanto |
| 9月21日       | 2      | 急げ！ 噴火災害から地球を救え                       | カニ怪人バキューラ(Bachyura)                                                                                          | 香村純子          | 石井てるよし Arnandha Wyanto |
| 9月28日       | 3      | ブルー・パワーストーンの捜索                        | ハチ怪人アゼロット(Azellot)                                                                                           | 三条陸            | おかひでき Alam Putra K.W    |
| 10月5日       | 4      | 風のビマX登場                                       | ハチ怪人アゼロット(Azellot)                                                                                           | 三条陸            | おかひでき Alam Putra K.W    |
| 10月12日      | 5      | 幽霊船出現!                                         | カラス怪人カラックス(Karax) ヤギ怪人ザクロス(Zacros)                                                                  | 木原大輔          | 石井てるよし Arnandha Wyanto |
| 10月19日      | 6      | シャドー・クライシスの計画開始                      | カラックス、ザクロス                                                                                                  | 木原大輔          | 石井てるよし Arnandha Wyanto |
| 10月26日      | 7      | 飢えた怪人が獲物を探す                              | ダンゴムシ怪人ゾイク(Zoik)                                                                                            | 木原大輔          | おかひでき                   |
| 11月2日       | 8      | 火の力をもつ料理人よ、戦いなさい!                   | ダンゴムシ怪人ゾイク(Zoik)                                                                                            | 木原大輔          | おかひでき                   |
| 11月9日       | 9      | 寝不足の英雄                                        | プロテウス、ザクロス                                                                                                  | 香村純子          | Arnandha Wyanto              |
| 11月16日      | 10     | リカの秘密を明らかにせよ！                          | カラックス | 香村純子          | Arnandha Wyanto              |
| 11月23日      | 11     | 緋色の星作戦                                        | ラフレシア怪人ラフレシアン(Rafflesian)                                                                                | 三条陸            | 石井てるよし Alam Putra K.W  |
| 11月30日      | 12     | 邪魔者の花を切れ！                                  | ラフレシア怪人ラフレシアン(Rafflesian)                                                                                | 三条陸            | 石井てるよし Alam Putra K.W  |
| 12月7日       | 13     | テレビスターの秘密                                  | アルマジロ怪人グイロ(Guiro)                                                                                           | 香村純子          | おかひでき Ahmad Nurudin     |
| 12月14日      | 14     | 鳴り響けよ！ 大地のパワーストーン                   | アルマジロ怪人グイロ(Guiro)                                                                                           | 香村純子          | おかひでき Ahmad Nurudin     |
| 12月21日      | 15     | 緑の大地を守れ                                      | プロテウス | 三条陸            | 石井てるよし Alam Putra K.W  |
| 12月28日      | 16     | パワーストーンの反撃                                | プロテウス | 三条陸            | 石井てるよし Alam Putra K.W  |
| 2015年 1月4日 | 17     | リカ殺害命令！                                      | ザクロス、カラックス                                                                                                  | 木原大輔          | Arnandha Wyanto              |
| 1月11日       | 18     | 冷たいハートを溶かせ！                              | グレート・モンスター・モッサ                                                                                          | 木原大輔          | Arnandha Wyanto              |
| 1月18日       | 19     | ターゲットのパワーストーン、幽霊モンスター軍団登場! | プロテウス、バキューラ、アゼロット ゾイク、ラフレシアン、グイロ                                                       | おかひでき        | おかひでき Ahmad Nurudin     |
| 1月25日       | 20     | 恐怖のファントム・ウェポン                          | グレート・モンスター・ドラコナー                                                                                      | おかひでき        | おかひでき Ahmad Nurudin     |
| 2月1日        | 21     | 新たな戦士その名はトルガ！                          | グレート・モンスター・ドラコナー                                                                                      | 三条陸            | おかひでき Ahmad Nurudin     |
| 2月8日        | 22     | トルガの正体！                                      | バキューラ、アゼロット                                                                                                | 香村純子          | Arnandha Wyanto              |
| 2月15日       | 23     | 守る者と守られる者                                  | アゼロット | 香村純子          | Arnandha Wyanto              |
| 2月22日       | 24     | 最後のパワーストーンの追跡!                         | サイ怪人マグナ(Magna)                                                                                                 | 木原大輔          | 石井てるよし Alam Putra K.W  |
| 3月1日        | 25     | 見えない力…紫のビマX！                              | サイ怪人マグナ(Magna)                                                                                                 | 木原大輔          | 石井てるよし Alam Putra K.W  |
| 3月8日        | 26     | トルガに罠!                                         | ライオン怪人ネルメアン(Nermean)                                                                                       | 香村純子          | おかひでき Ahmad Nurudin     |
| 3月15日       | 27     | ホワイト・パワーストーンの決意                      | ライオン怪人ネルメアン(Nermean)                                                                                       | 香村純子          | おかひでき Ahmad Nurudin     |
| 3月22日       | 28     | レザが大ピンチ！！ ラスプーティンの復讐             | ラスプーティン | おかひでき        | Alam Putra K.W               |
| 3月29日       | 29     | 戦士の世界の秘密！                                  | ゾイク | 三条陸            | Arnandha Wyanto              |
| 4月5日        | 30     | ダークリンボからトルガを救え                        | ゾイク | 三条陸            | Arnandha Wyanto              |
| 4月12日       | 31     | スーパー戦闘員の誕生！！                            | カラックス、ザクロス、スーパー戦闘員                                                                                  | 木原大輔          | おかひでき Ahmad Nurudin     |
| 4月19日       | 32     | 確かな勝利の約束をつかめ                            | カラックス、ザクロス                                                                                                  | 木原大輔          | おかひでき Ahmad Nurudin     |
| 4月26日       | 33     | レクソールの暗躍                                    | カラックス、ザクロス グレート・モンスター・モッサ、グレート・モンスター・レクソール                                   | 香村純子          | 石井てるよし Alam Putra K.W  |
| 5月3日        | 34     | トペン・ベシの正体                                  | トペン・ベシ | 香村純子          | 石井てるよし Alam Putra K.W  |
| 5月10日       | 35     | 奇妙な師匠                                          | グレート・モンスター・モッサ                                                                                          | 木原大輔          | Arnandha Wyanto              |
| 5月17日       | 36     | 師匠の教えの正しい力                                | イーヴィル・トルガ | 木原大輔          | Arnandha Wyanto              |
| 5月24日       | 37     | トペン・ベシの新たな戦略                            | トペン・ベシ | Ahmad Nurudin     | Ahmad Nurudin                |
| 5月31日       | 38     | 戦士の世界での決戦                                  | イーヴィル・トルガ | 香村純子          | 浅井宏樹 Ahmad Nurudin       |
| 6月7日        | 39     | ダークパワーを持つ大地                              | イーヴィル・トルガ | 香村純子          | 浅井宏樹 Ahmad Nurudin       |
| 6月14日       | 40     | 離れ離れになった家族の再会                          | デス・ファントム | 木原大輔          | おかひでき Alam Putra K.W    |
| 6月21日       | 41     | パラレル・ワールドでのレザの戦い                    | カラックス | 木原大輔          | おかひでき Ahmad Nurudin     |
| 6月28日       | 42     | 怪しいレナ                                          | ザクロス | 石橋大助          | Ahmad Nurudin                |
| 7月5日        | 43     | レナを返せ                                          | グレート・モンスター・ドラコナー                                                                                      | 石橋大助          | 浅井宏樹 Alam Putra K.W      |
| 7月12日       | 44     | 危険なフドーの攻撃                                  | | 富田伸二          | 富田伸二 Ahmad Nurudin       |
| 7月19日       | 45     | レディー・モッサの自尊心                            | グレート・モンスター・モッサ                                                                                          | 香村純子 石橋大助 | Arnandha Wyanto              |
| 7月26日       | 46     | 新たな世界の出現                                    | ザクロス | 香村純子 石橋大助 | Arnandha Wyanto              |
| 8月2日        | 47     | ブラック・ロード宮殿への攻撃                        | プロテウス、バキューラ、アゼロット、ゾイク ラフレシアン、グイロ、マグナ、ネルメアン グレート・モンスター・レクソール  | 三条陸            | Arnandha Wyanto              |
| 8月9日        | 48     | 2人のトルガの決戦                                   | プロテウス、アゼロット、ラフレシアン、グイロ、マグナ、ネルメアン グレート・モンスター・レクソール、イーヴィル・トルガ | 三条陸            | おかひでき Ahmad Nurudin     |
| 8月16日       | 49     | ブラック・ロードとの最後の戦い                      | ブラック・ロード | 香村純子          | おかひでき Ahmad Nurudin     |
| 8月23日       | 50     | 平和を目指す最後の戦い                              | ブラック・ロード | 香村純子          | おかひでき Ahmad Nurudin     |

## 参照
1. ↑  “「ビマＸ」新シリーズ登場　９月から１年間放映　特撮ヒーロー家族愛伝える”.   じゃかるた新聞 (2014年6月26日). 2014年6月26日閲覧。
2. ↑  “Bima Satria Garuda Bima-x Beraksi Lagi”.   okezone.com (2014年6月25日). 2014年6月25日閲覧。
3. ↑  “特撮番組第２弾を放送、日本の版権事業に弾み”.   NNA.ASIA (2014年6月26日). 2014年6月26日閲覧。
4. ↑  Tweet Reino Barack, 14 January 2014
5. ↑  “弊社プロデュースで『ガルーダの戦士ビマＸ』日本初上映決定”.   株式会社 アオ・パブリッシング (2015年2月16日). 2015年4月11日閲覧。
6. ↑  Laman karakter Bima di bandai-asia.com, diakses 6 Juni 2013.